# Corydoras pantanalensis
Corydoras pantanalensis är en fiskart som beskrevs av Knaack 2001. Corydoras pantanalensis ingår i släktet Corydoras och familjen Callichthyidae. Inga underarter finns listade i Catalogue of Life.